# Feuerbacher Höhe
Die Feuerbacher Höhe ist ein Straßenpass auf 454 m ü. NHN Höhe zwischen der Stadt Kandern und seinem westlich gelegenen Ortsteil Feuerbach. Der Pass, der sich vollständig auf dem Gemarkungsgebiet von Kandern befindet, verbindet beide Orte, die von den bewaldeten Erhebungen Hohfohren (529 m ü. NHN) und Schorner (420 m ü. NHN) getrennt werden.

## Profil
Die in Feuerbach beginnende Westrampe des Passes zweigt in einem spitzen Winkel von der Hauptzufahrtsstraße ins Feuerbachtal (Am Bach) ab und führt über eine langgezogene Linkskurve fast geradeaus zur Passhöhe. Die Rampe überwindet auf gut 1,2 Kilometern 84 Höhenmeter. Das Steigungsmaxium liegt bei 12 %. Nur ein kurzes Stück führt durch bewaldetes Gebiet.
Auf der Passhöhe befindet sich südwestlich der Straße ein Waldparkplatz. 
Die Ostrampe beginnt im Innenstadtbereich Kanderns als Feuerbacher Straße. Sie führt zunächst sehr moderat durchs Stadtgebiet bis an den Nordrand. Sobald die Besiedlung aufhört, steigt der Gradient spürbar an. Die Straße führt am Golfplatz vorbei. Ähnlich wie an der Westrampe führt von Osten die Straße fast gerade zur Passhöhe. Lediglich S-Kurven-Elemente unterbrechen die geradlinige Führung etwas. Auf knapp 2 Kilometern werden 111 Höhenmeter überwunden. Das Steigungsmaxium liegt ebenfalls bei etwa 12 %.